# Athanase d'Anazarbe
Athanase d'Anazarbe est un évêque d'Anazarbe au IVe siècle. Proche du courant arien, il se dit disciple de Lucien d'Antioche. En 325, il assiste au premier concile de Nicée où, sans accepter sa profession de foi, il ne fait pas partie de ceux qui la rejettent. Il n'est plus question de lui par la suite sauf quand, en 347, il donne brièvement l'hospitalité à Aèce d'Antioche, évêque arien en exil.

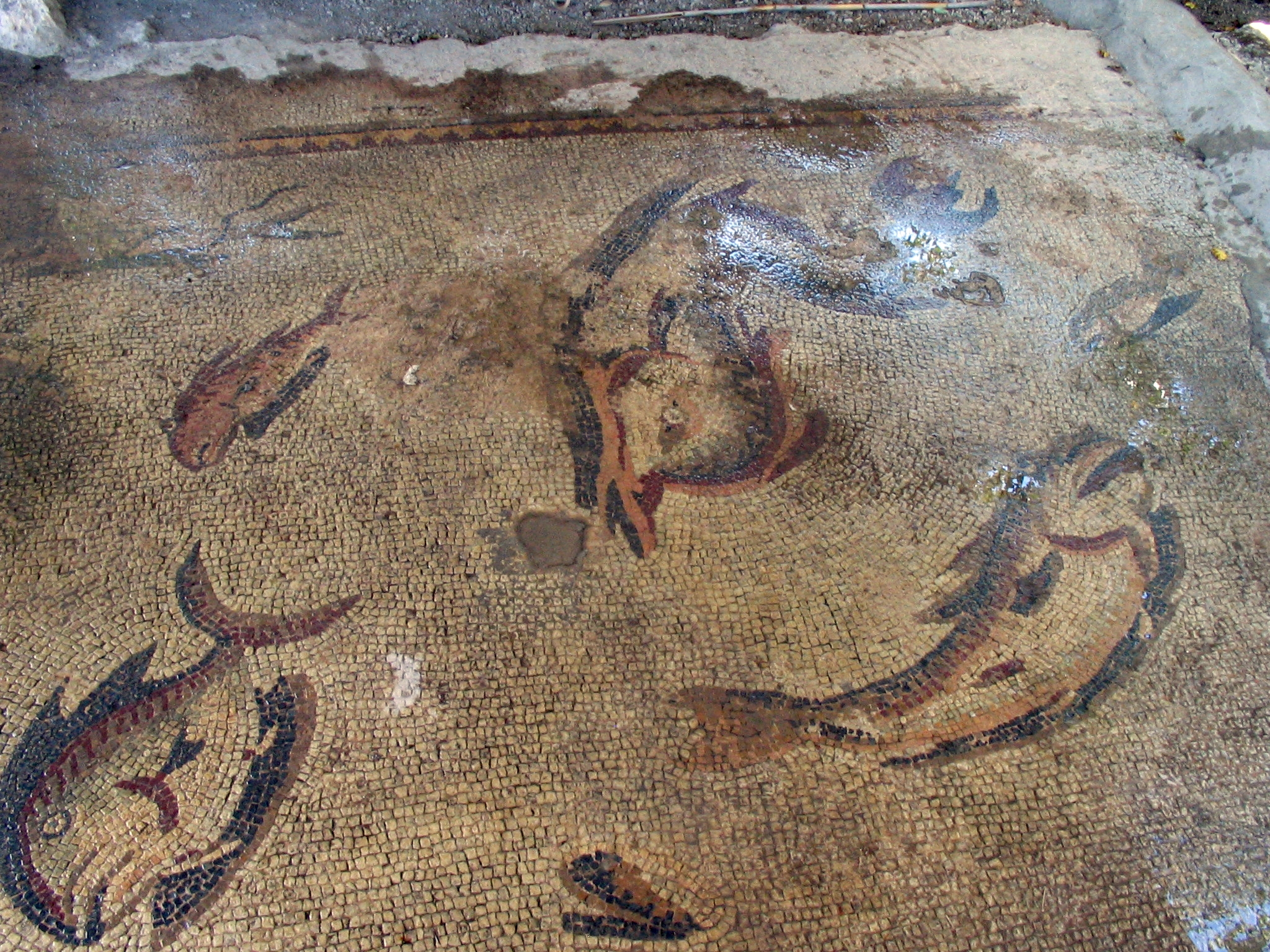
Mosaïque romaine d'Anazarbe.

## Écrits
- Clavis Patrum Græcorum, 2060-2061.
- Gustave Bardy, Recherches sur saint Lucien d'Antioche et son école. Études de théologie historique, Paris, Beauchesne, 1936, 380 p. : comporte l'édition des fragments connus d'Athanase d'Anazarbe[2].